# Moulin brûlé de Quiévrain

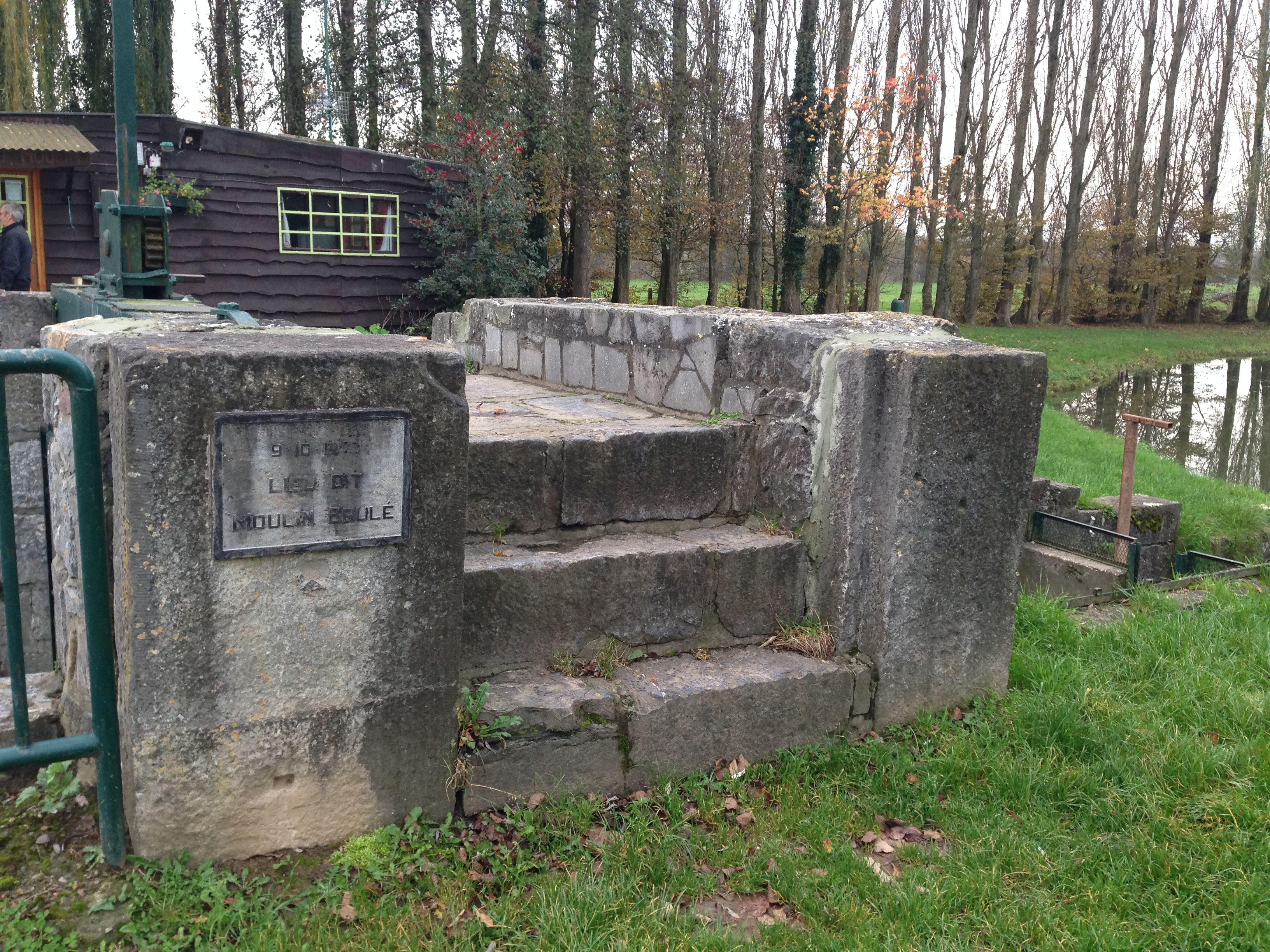
IMAGE 4: Reste du Moulin brûlé (novembre 2014)

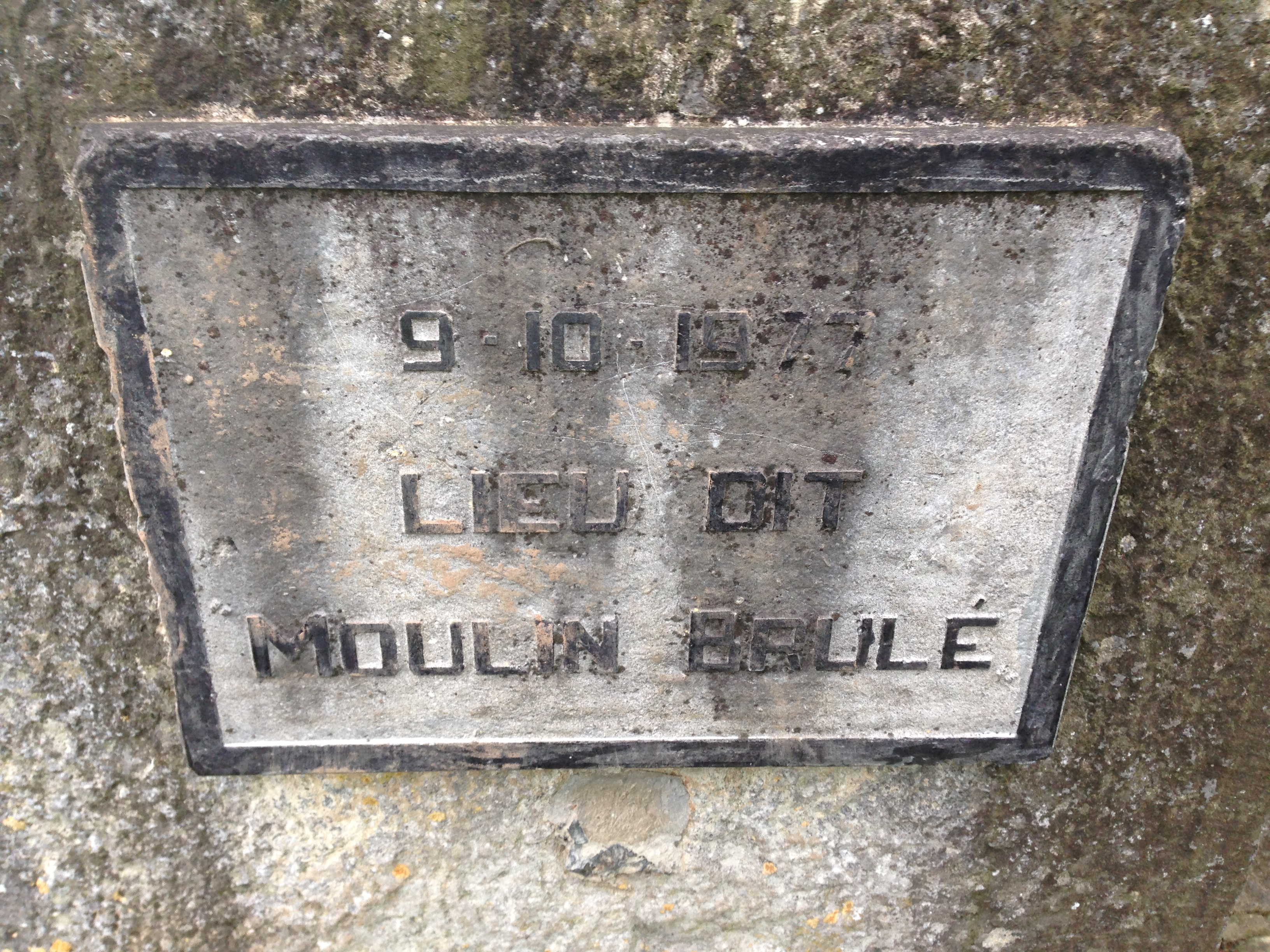
Lieu dit Moulin Brûlé

Le moulin à eau dit brûlé  (anciennement Moulin Banal ou Moulin Broquet) se situe à Quiévrain en Belgique, dans les environs du quartier de la gare, près de la frontière française. Il a été construit au Moyen Âge en 1131. 
C'est l'un des plus anciens moulins à eau situé sur l'Honnelles.

## Fonctionnement
Il y avait trois vannes qui servaient à maintenir un niveau d'eau suffisant au bon fonctionnement d'une roue à aubes.
Avant la révolution, les habitants de Quiévrain, de Baisieux, et aussi d'Hensies étaient tenus de faire moudre leurs grains de blé à ce moulin. Sous peine de privation, le meunier, de son côté, devait prêter serment de ne prendre qu'un seizième comme droit de moulure. Le moulin fonctionnait à l'eau mais également à la vapeur à partir de 1874. Le transport des marchandises était alors assuré par chemin de fer à partir de la gare de Quiévrain.

## Historique
Au début, c'était un moulin banal dont la moitié appartenait au seigneur de Quiévrain (Simon de Lallaing VIII), notamment le Duc d'Arenberg et l'autre moitié à l'abbaye de Saint-Éloi de Noyon.
Le moulin banal a été ensuite remplacé par le moulin brûlé de M. Valois. En 1760, le moulin a été occupé par la veuve Colart. En 1874, dans le moulin, on compte cinq paires de meules.
En 1894, le moulin Broquet a été incendié et détruit après avoir fait une mauvaise affaire. Après l'incendie, les ruines du moulin furent utilisées par les habitants pour améliorer leurs habitations en récupérant les pierres et les briques.
Aujourd'hui, il ne reste que peu de chose du moulin brûlé.

## Décision des habitants après l'incendie
Les habitants ont décidé de créer un étang pour la pêche après la destruction du moulin. Depuis, l'étang communal permet aux habitants de pêcher des truites, des carpes, etc.

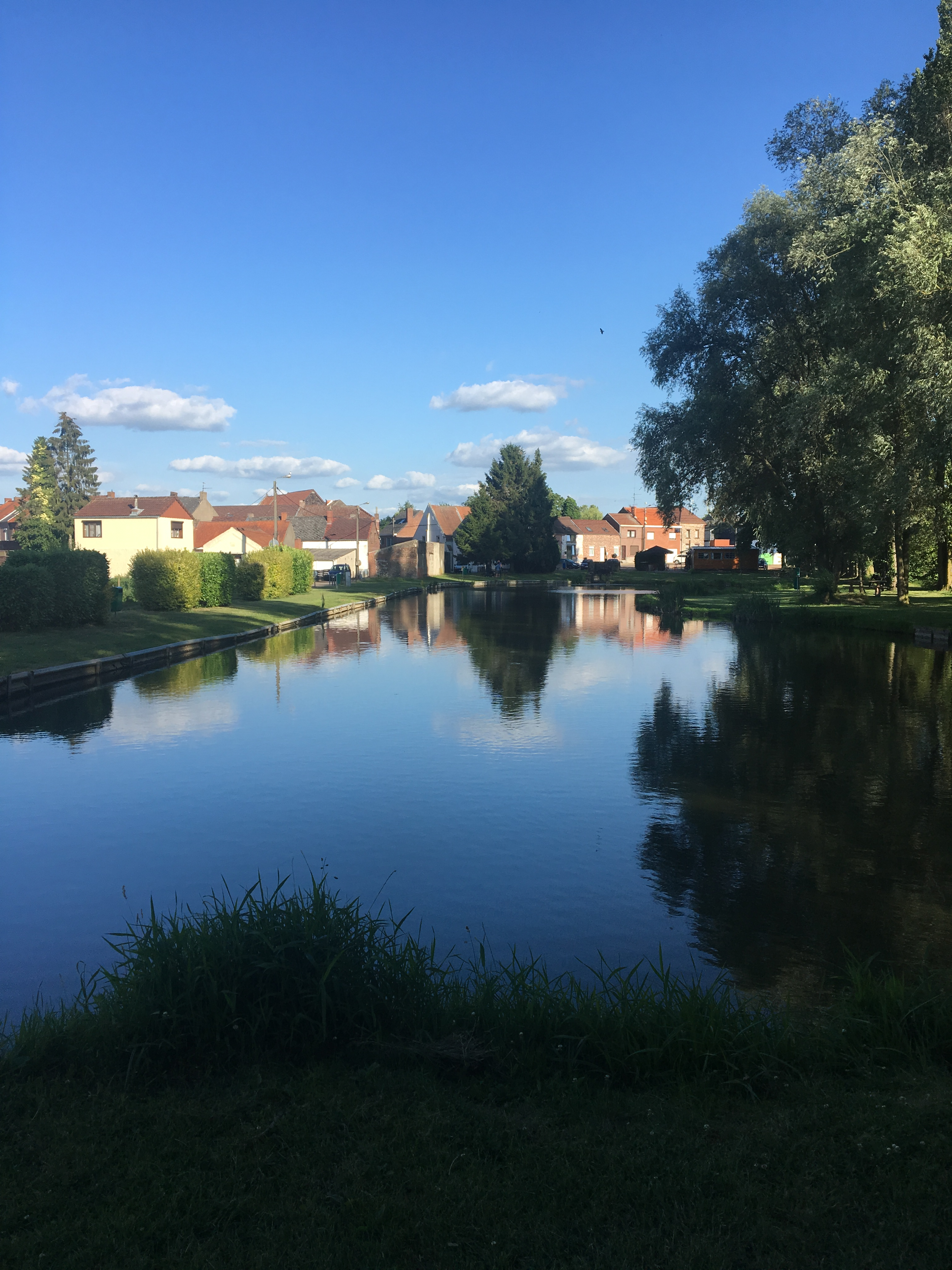
Étang du Moulin brûlé en juillet 2019

## Aspect du moulin
Aujourd'hui, on y voit encore une arche portique qui servait à diriger les eaux de la rivière à la hauteur du moulin. Cette arche, munie d'une vantelle fonctionnait à partir d'un dispositif de crémaillère, faite par des blocs de calcaire. Une voûte cache le passage qui se situe à l'arrière de la vantelle. Une telle forme correspond au modèle du pont-barrage. Vers l'aval, la canal s'étend entre des murs partiellement fait en blocs équarris et ciselés de calcaire. 
Près du moulin, il y a un pont-barrage avec trois arches en pierres et des vantelles.

## Problème rencontré de nos jours
L'aspect extérieur actuel du lieu pose problème dans la mesure où le plan d'eau (il est aujourd'hui utilisé pour l'étang de la pêche) se prolonge en aval de la vanne.
Normalement, quand on trouve une étendue d'eau à l'aval d'un moulin, l'eau devrait être à un niveau nettement plus bas et le moulin devrait ramener les eaux vers le cours principal de la rivière. Le niveau de l'étang d'aval d'aujourd'hui est peut-être le résultat des travaux importants réalisés tout autour de l'ancienne bief de fuite qui y conduisait.

## Photographie ancienne
Il y a une ancienne carte postale qui nous montre le moulin quand il était à l'état de ruine, à la suite de l'incendie en 1894.
La photographie nous montre que l'arche conservée est voisine de deux autres de même aspect, ce qui permettait de guider l'eau de la rivière. L'eau était amenée dans le moulin en passant sous un arc. Cette eau était sûrement utilisée aussi pour la mise en mouvement d'une turbine hydraulique,,.